# Rheinisches Schiefergebirge

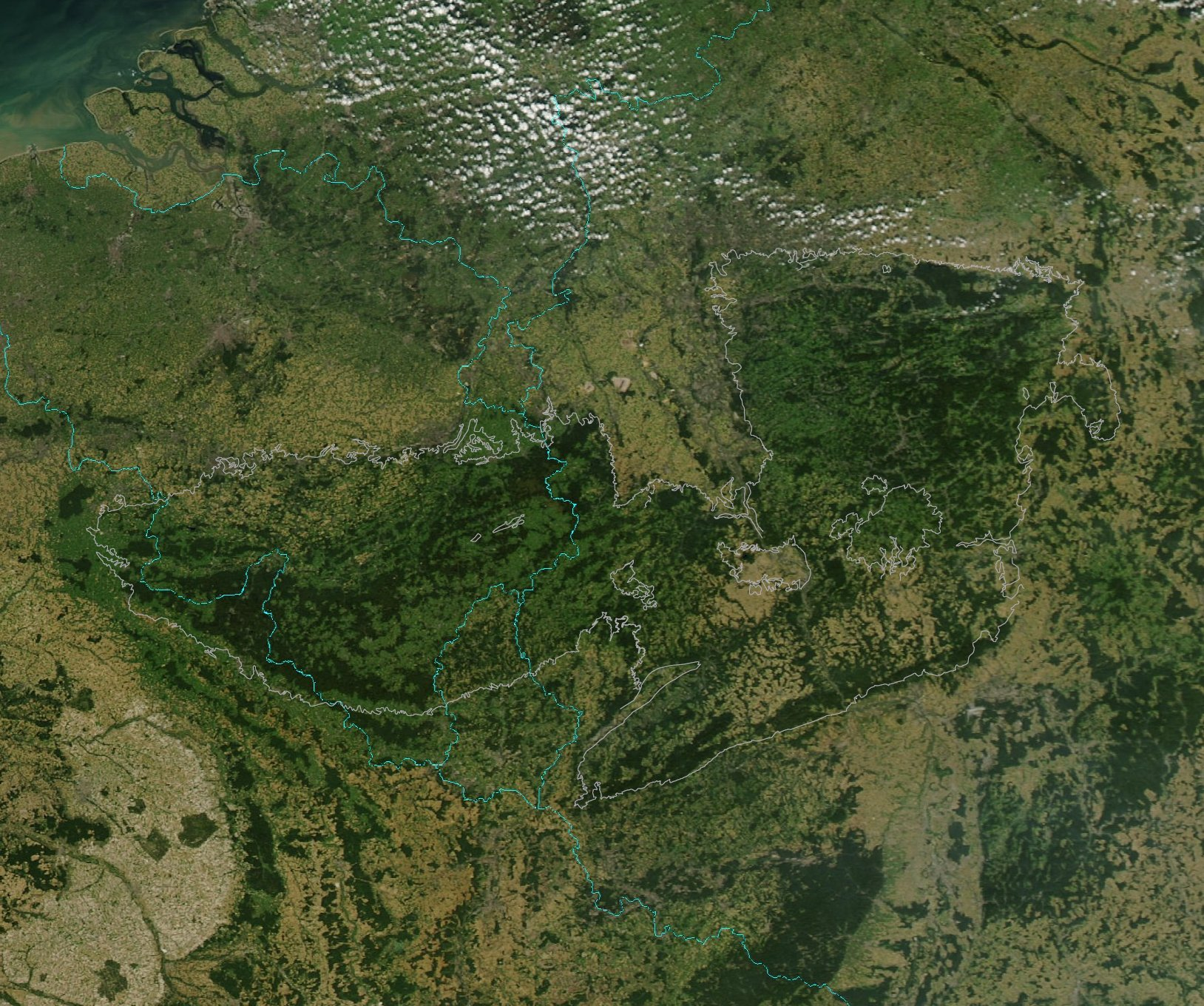
Satellitenaufnahme mit Umrissen des Rheinischen Schiefergebirges (grau) und Ländergrenzen (grün). Oben links die Rheinmündung in die Nordsee

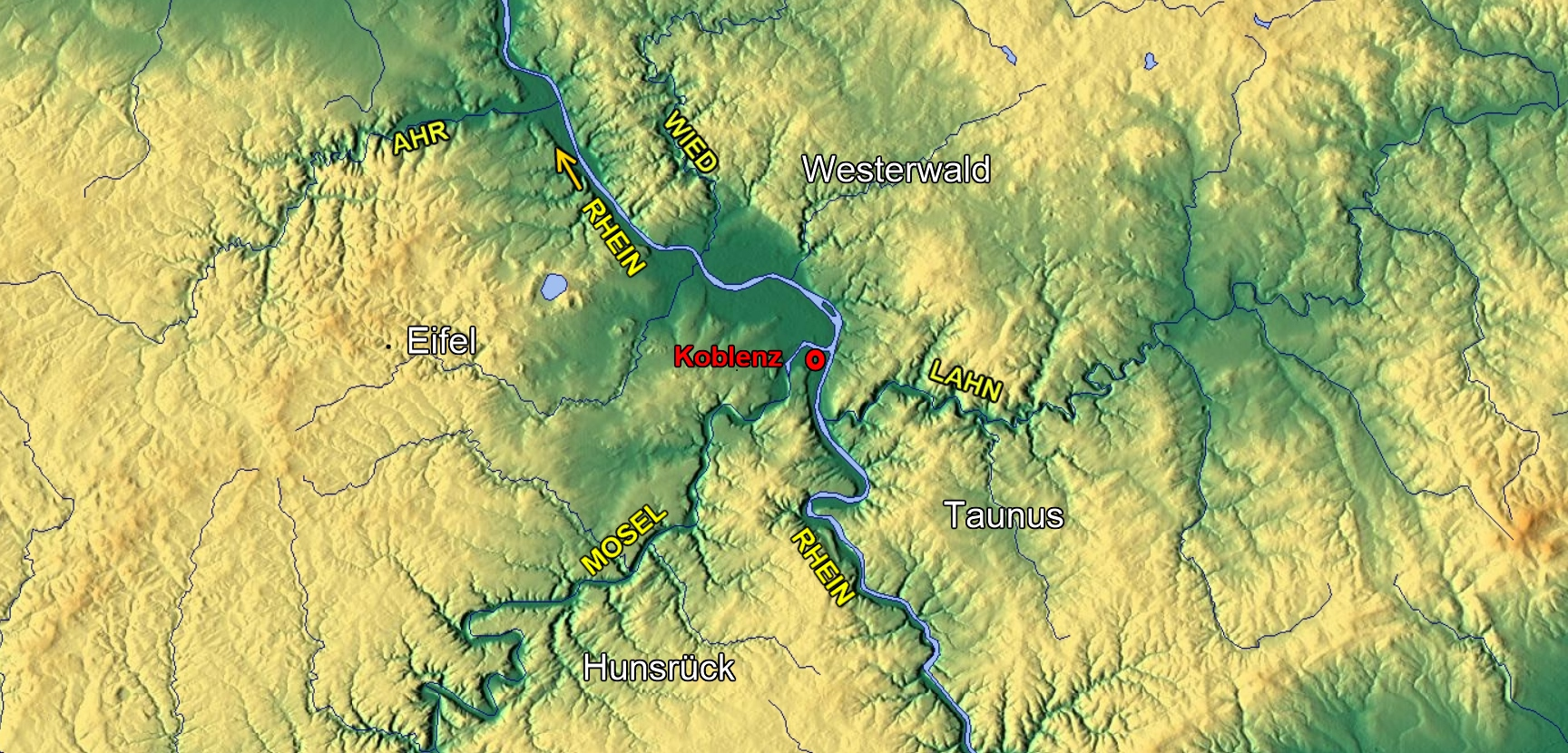
Zentralzone Rheinisches Schiefergebirge mit Abgrenzungen zwischen Eifel, Westerwald, Taunus und Hunsrück durch die Flussläufe von Rhein, Mosel und Lahn

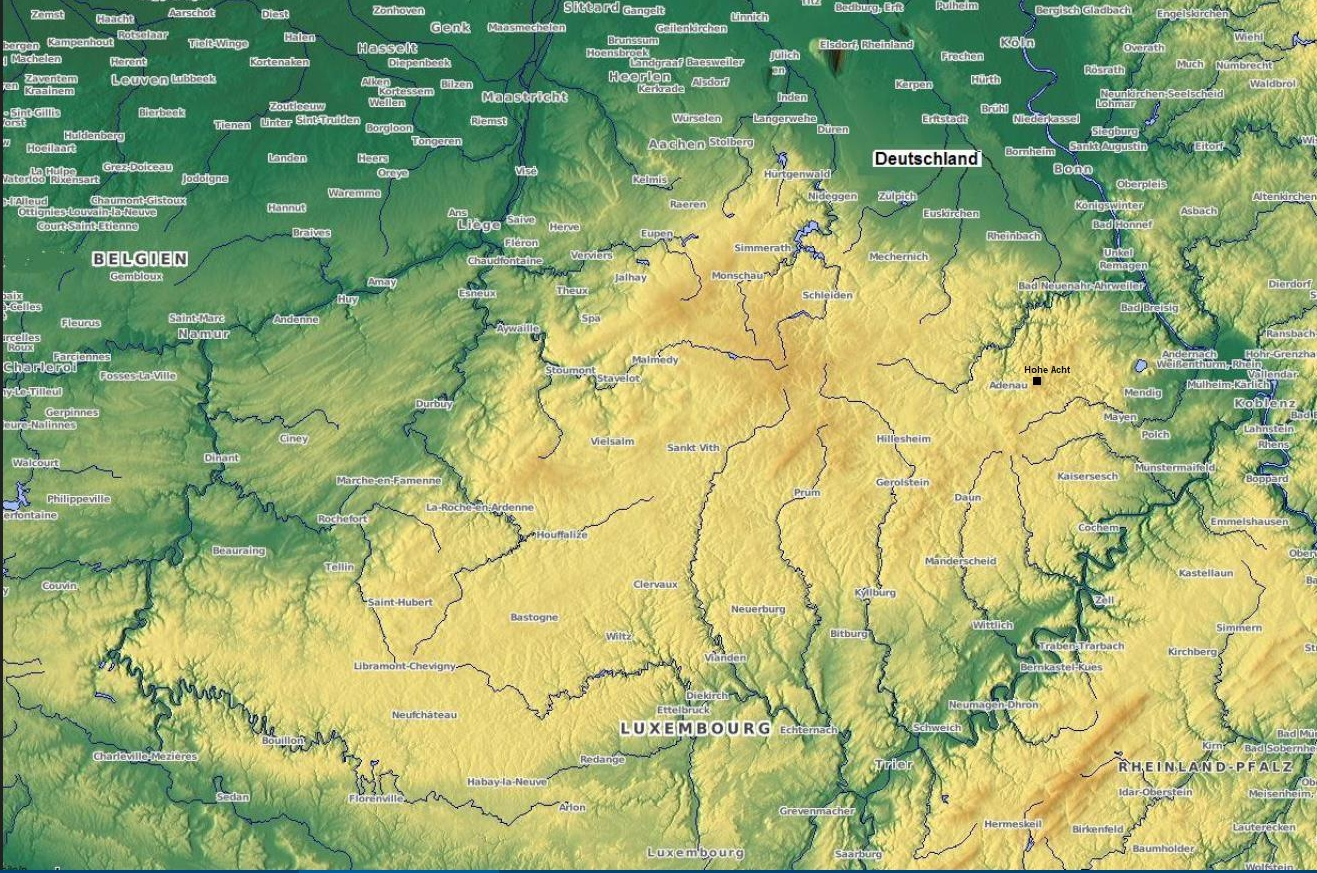
Morphologisch faktisch zusammenhängendes Bergland von Ardennen und Eifel, eingerahmt von den Flüssen Semois, Maas, Mosel und Rhein. Höchste Erhebung ist die Hohe Acht mit 746,9 m ü. NHN.

Das Rheinische Schiefergebirge ist ein Mittelgebirge in Deutschland (Bundesländer Nordrhein-Westfalen, Rheinland-Pfalz, Hessen und Saarland). Als geologisch-geografische Einheit reicht es jedoch weiter nach Luxemburg, Frankreich und Belgien und umfasst auch die Ardennen. Seine höchste Erhebung befindet sich rechtsrheinisch im Taunus auf dem Großen Feldberg mit 880,9 m ü. NHN und linksrheinisch im Hunsrück mit dem Erbeskopf (816 m ü. NHN).

## Name
Der Name des Gebirges geht auf Karl Georg von Raumer zurück, der 1815 erklärte:

„Die weitverbreiteten Tonschiefer haben dem Rheinischen Schiefergebirge zu Beginn des 19. Jahrhunderts den Namen gegeben, wobei die Vorkommen in der Eifel eine entscheidende Rolle gespielt haben: Schiefer herrscht hier vor allen anderen Gesteinen in unserem Gebirge, welches ich deshalb nach ihm benenne.“

## Geografische Gliederung

### Überblick
Das Rheinische Schiefergebirge als mittel- bis westeuropäische Naturlandschaft wird vom Rhein in zwei Teile getrennt. Das im schematischen Landkartenbild (siehe rechts) annähernd schmetterlingsförmige Gebirge ist stark ausdifferenziert und wird unterschieden in das linksrheinische und das rechtsrheinische Schiefergebirge. Seine mittlere Höhe beträgt etwa 500 m.
Begrenzt wird das Rheinische Schiefergebirge im Westen und Südwesten vom Pariser Becken, im Süden vom Saar-Nahe-Becken, vom Mainzer Becken und von der Wetterau. Den Ostrand bildet die zum Westhessischen Bergland gehörende Hessische Senke. Am Nordrand sind das Niederrheinische Tiefland, die Niederrheinische Bucht und die Westfälische Bucht Teile des Norddeutschen Tieflands. Nördlich vor den Ardennen liegt unter junger Überdeckung das nur in den Tälern des südlichen Brabant aufgeschlossene altpaläozoische Brabanter Massiv.
Der Ostflügel des Rheinischen Schiefergebirges wird von der Lahn durchschnitten. Südlich der Lahn liegt der Taunus, nördlich davon der Westerwald sowie das Gladenbacher Bergland mit den Bottenhorner Hochflächen, an den sich das Siegerland nach Norden anschließt. Das Sauerland als Zentrum des nordöstlichen Schiefergebirges mit dem Rothaargebirge als Kern des Hochsauerlandes geht nach Westen in das Bergische Land über. Der östlichste Zipfel wird vom Kellerwald gebildet. Der Westflügel des Rheinischen Schiefergebirges wird von der Mosel durchschnitten, südlich von ihr liegt der Hunsrück, nördlich davon die Eifel und die Ardennen mit dem Hohen Venn.
Neben den drei Großtal-Furchen des (Mittel-)Rheines, der Lahn und der Mosel prägen zwei größere intramontane Becken das Landschaftsbild, das Mittelrheinische Becken zwischen Koblenz und Andernach sowie das beiderseits der Lahn um Limburg gelegene Limburger Becken. Von Norden greift die Niederrheinische Bucht entlang des Rheins weit in das Schiefergebirge ein, von Südwesten die Trierer Bucht. Eine Übergangsstellung zwischen Tiefland und Mittelgebirge nimmt das Vennvorland zwischen Hohem Venn und Niederrheinischer Bucht ein.

### Teilgebirge
Teile des Rheinischen Schiefergebirges – mit jeweiliger Maximalhöhe der wichtigsten Landschaften in Meter (m) über Normalhöhennull (NHN) und Naturraum-Haupteinheitengruppe (kursiv) – sind diese Mittelgebirge:
| Linksrheinisch von Nord(west) nach Süd(ost) - Ardennen (ca. 652 m) - Ösling (560 m) - Eifel (746,9 m; 27–28) Teile sind u. a.: - Hohe Eifel - Vulkaneifel - Ahrgebirge - Zitterwald - Vordereifel - Moseleifel - Südeifel - Westeifel - Islek - Schnee-Eifel - Schneifel - Belgische Eifel - Rureifel - Hohes Venn - Hunsrück (816,32 m; 24) Teile sind u. a.: - Binger Wald - Idarwald - Lützelsoon - Osburger Hochwald - Schwarzwälder Hochwald - Soonwald | Rechtsrheinisch von Nord(west) nach Süd(ost) - Süderbergland (843,2 m; 33) Teile sind u. a.: - Ardeygebirge - Iserlohner Höhe - Plackwald - Bergische Hochflächen - Ebbegebirge - Lennegebirge - Saalhauser Berge - Siegerland - Rothaargebirge (mit Hochsauerland) - Kellerwald (Ostausläufer ins Westhessische Bergland; 344) - Westerwald (657,3 m: 32) - Siebengebirge (zum Mittelrheingebiet; 292.4) - Rheinwesterwälder Vulkanrücken - Montabaurer Höhe - Gladenbacher Bergland - Taunus (880,9 m; 30) Teile sind u. a.: - Vordertaunus - Hoher Taunus - Hintertaunus - Westlicher Hintertaunus - Idsteiner Senke - Östlicher Hintertaunus |

| 20 |

| 45 |

| 59 |

| 79 |

| 82 |

| 95 |

| Biggesee (307,5 m) |

| Rurstausee (281,5) |

| Edersee (244,97) |

| Möhnesee (213,74) |

| 96 |

| Großer Feldberg (~880) |

| Langenberg (843,2) |

| Erbeskopf (816,32) |

| Taufstein (773,0) |

| Hohe Acht (746,9) |

| Botrange (694,24) |

| Donnersberg (686,5) |

| Wüstegarten (675,3) |

| Nordhelle (662,7) |

| Fuchskaute (657,3) |

| Baraque (~652) |

| Eisenberg (635,5) |

| Katzenbuckel (626,8) |

| Geiersberg (~586) |

| Plackweghöhe (581,5) |

| Melibokus (517,4) |

| Großer Ölberg (460,7) |

| Kneiff (560,08) |

| Napoléonsgaard (554,3) |

| Köln |

| Frankfurt |

| Dortmund |

| Essen |

| Düsseldorf |

| Duisburg |

| Wuppertal |

| Mannheim |

| Bonn |

| Wiesbaden |

| Aachen |

| Kassel |

| Lüttich |

| Darmstadt |

| Koblenz |

| Trier |

| Siegen |

### Fließgewässer
Das Rheinische Schiefergebirge wird unter anderem von diesen Flüssen durchflossen:
| - Agger - Ahr - Dill - Eder - Erft | - Diemel - Kyll - Lahn - Lenne | - Maas - Möhne - Mosel - Ourthe | - Prüm - Rhein - Ruhr - Rur | - Sauer - Semois - Sieg - Wied - Wupper |

## Geologie
Das Rheinische Schiefergebirge ist vor 299 bis 419 Millionen Jahren als Teil der variszischen Orogenese entstanden und liegt im sogenannten Rhenoherzynikum (auch rhenoherzynische Zone genannt). Es weist in Struktur und geologischer Entwicklung enge Zusammenhänge mit dem Harz im Osten und den englischen Kohlebecken in Devon, Cornwall und Pembrokeshire im Westen auf. Seine Gesteine stammen bis auf eng begrenzte Gebiete mit älteren Schichten hauptsächlich aus der Zeit des Devons und des Karbons. Randlich greifen Gesteine aus der Zeit des Perms, der Trias, des Jura und der Kreide auf das Schiefergebirge über. In den Becken im Innern des Schiefergebirges und der Niederrheinischen Bucht finden sich in größerem Umfang Sedimente der jüngeren Erdgeschichte (Paläogen und Neogen).
Vor allem in der Eifel und im Westerwald sind vulkanische Gesteine aus dem Paläogen als auch aus dem Neogen verbreitet. In der Eifel dauerte der Vulkanismus sogar bis in geschichtliche Zeit an und kann bis heute nicht als gänzlich erloschen gelten.

### Gesteine

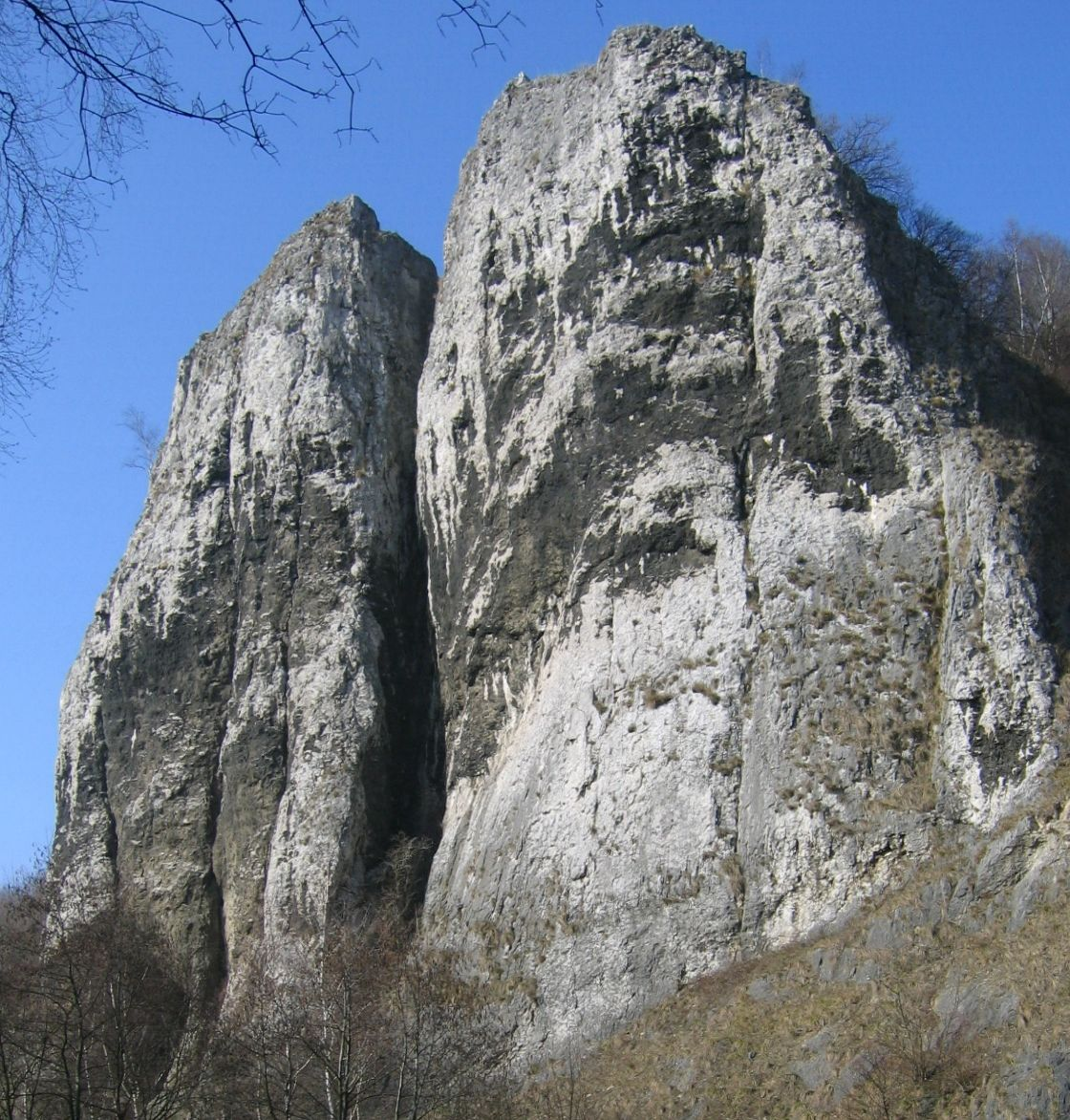
Massenkalk-Klippen „Pater und Nonne“ (Givet-Stufe, Mittel-Devon) im Tal der Lenne bei Iserlohn

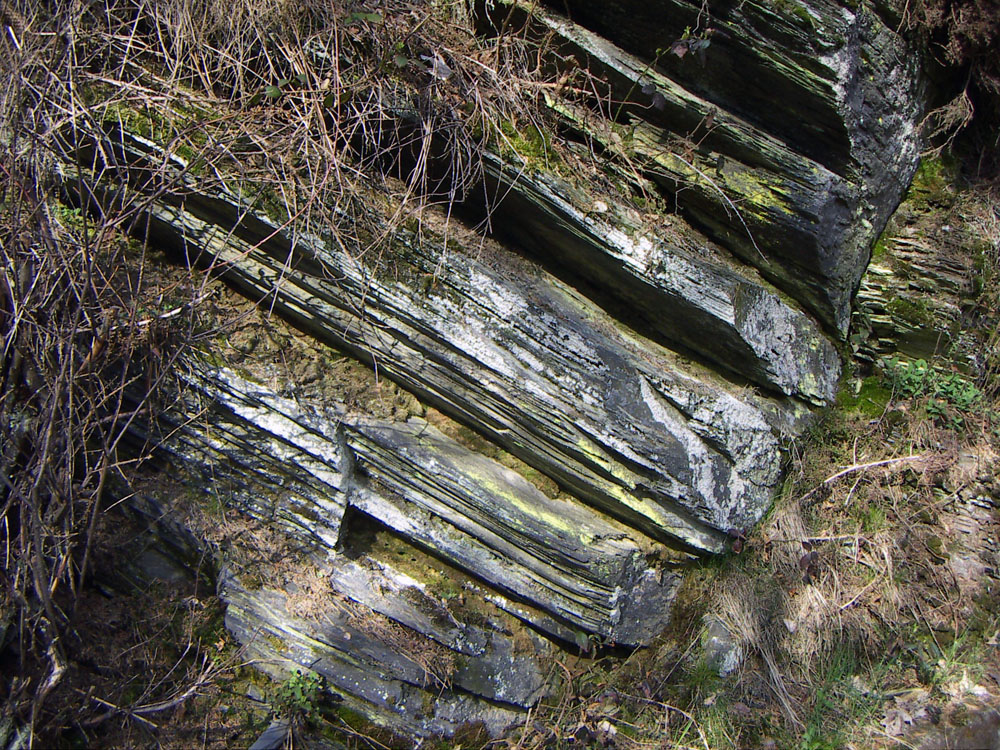
Dunkle Tonschiefer der Siegen-Stufe (tieferes Unter-Devon) nahe Monschau in der nördlichen Eifel

Die Bezeichnung Schiefergebirge verleitet zwar zur Annahme, dass im Rheinischen Schiefergebirge besonders viel und fast überall Schiefer vorkommt, dies trifft allerdings nur eingeschränkt zu. „Reiner“ Schiefer, der als Baumaterial beliebte Dachschiefer, ist nur in begrenzten Bereichen aufgeschlossen, wie z. B. im Moselgebiet und am Unterlauf des Rheins, in Teilen des Bergischen Landes oder des Siegerlandes. Die Hauptmasse der Gesteine im Schiefergebirge sind geschieferte sandige Tonsteine, Sandsteine, Grauwacken und Taunusquarzit.

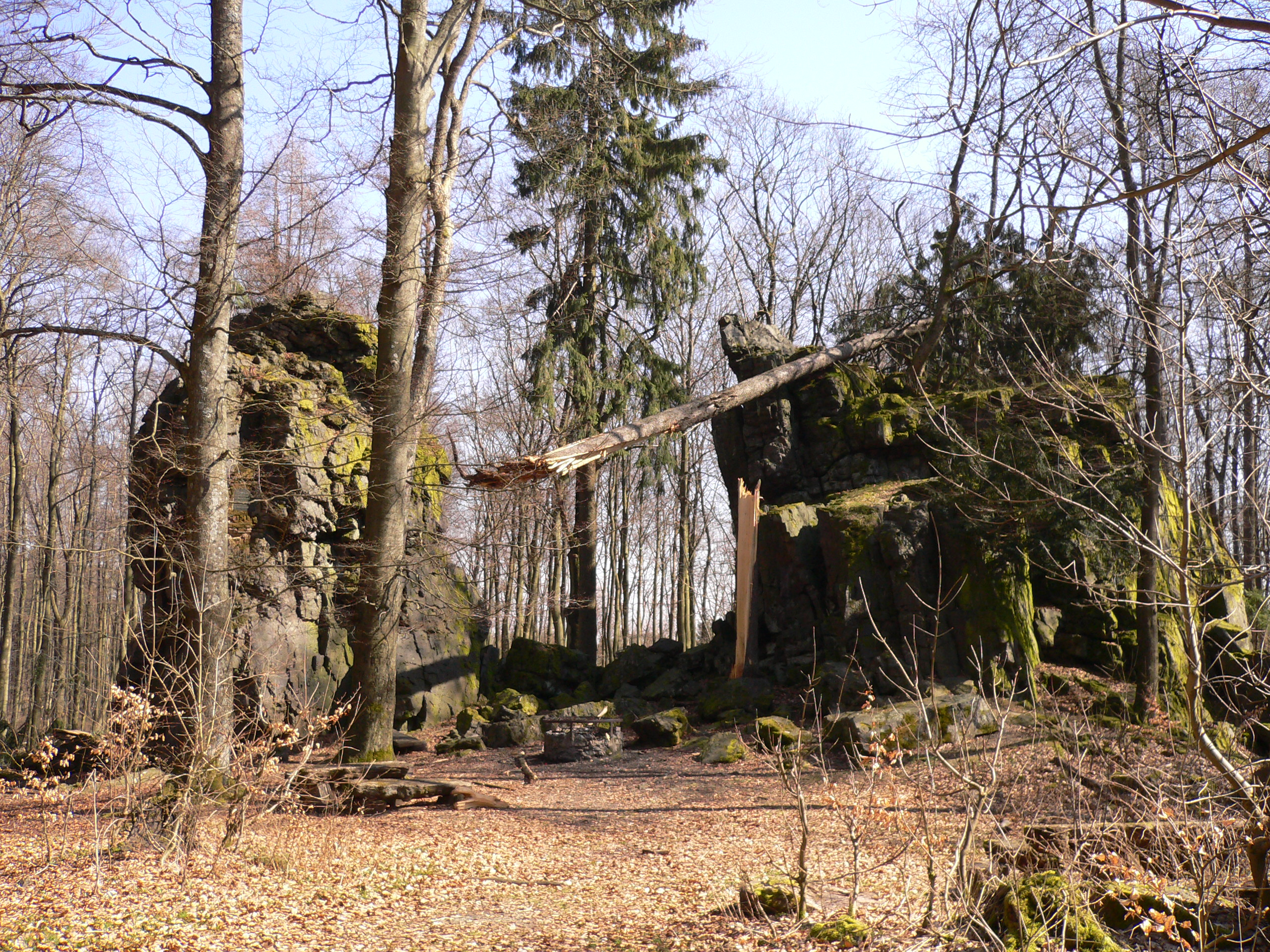
Wilhelmsteine im Schelderwald Eisenkiesel-Härtlinge, bis 15 m hoch, Bottenhorner Hochflächen

Daneben kommen in den nördlichen Ardennen, in den Eifelkalkmulden und in der Nordeifel, am Nordrand des östlichen Schiefergebirges, im Bergischen Land und im Sauerland sowie im Lahn-Dill-Gebiet in größerem Umfang Massenkalke aus dem Mittel-Devon mit entsprechenden Karsterscheinungen vor. Hier haben sich oft Höhlen gebildet, so die Atta-Höhle in Attendorn, die Balver Höhle und die Reckenhöhle bei Balve oder die Kubacher Kristallhöhle bei Weilburg. Der Kalkstein ist in diesen Gebieten immer noch ein wichtiger Rohstoff und wird in zum Teil sehr großen Steinbrüchen abgebaut. Dies betrifft vor allem den nördlichen Massenkalkzug von den Ardennen über die Eifel, Wülfrath, das Hönnetal und Warstein bis hin nach Brilon. Im Bereich der mittleren Lahn ist der sogenannte Lahnmarmor, ein polierfähiger Massenkalk, von Bedeutung.
Vulkanische Gesteine wie Basalt, Tuffstein und Bims sind in der Vulkaneifel, im Siebengebirge und im Westerwald weiter verbreitet, sie wurden im Paläogen und Neogen auf dem alten Gebirgsrumpf des Schiefergebirges abgelagert. Auch im Lahngebiet werden vulkanische Gesteine abgebaut, diese stammen aus dem Devon und Karbon und sind dementsprechend wesentlich älter als die von Vulkaneifel, Westerwald und Siebengebirge. In der Umgebung des Westerwaldes befinden sich die großen Ton-Lagerstätten des Kannenbäckerlandes. Kiese und Sande spielen im Schiefergebirge eine nur untergeordnete Rolle, nur im Mittelrheintal sind nennenswerte Vorkommen erhalten.

### Geologische Struktur

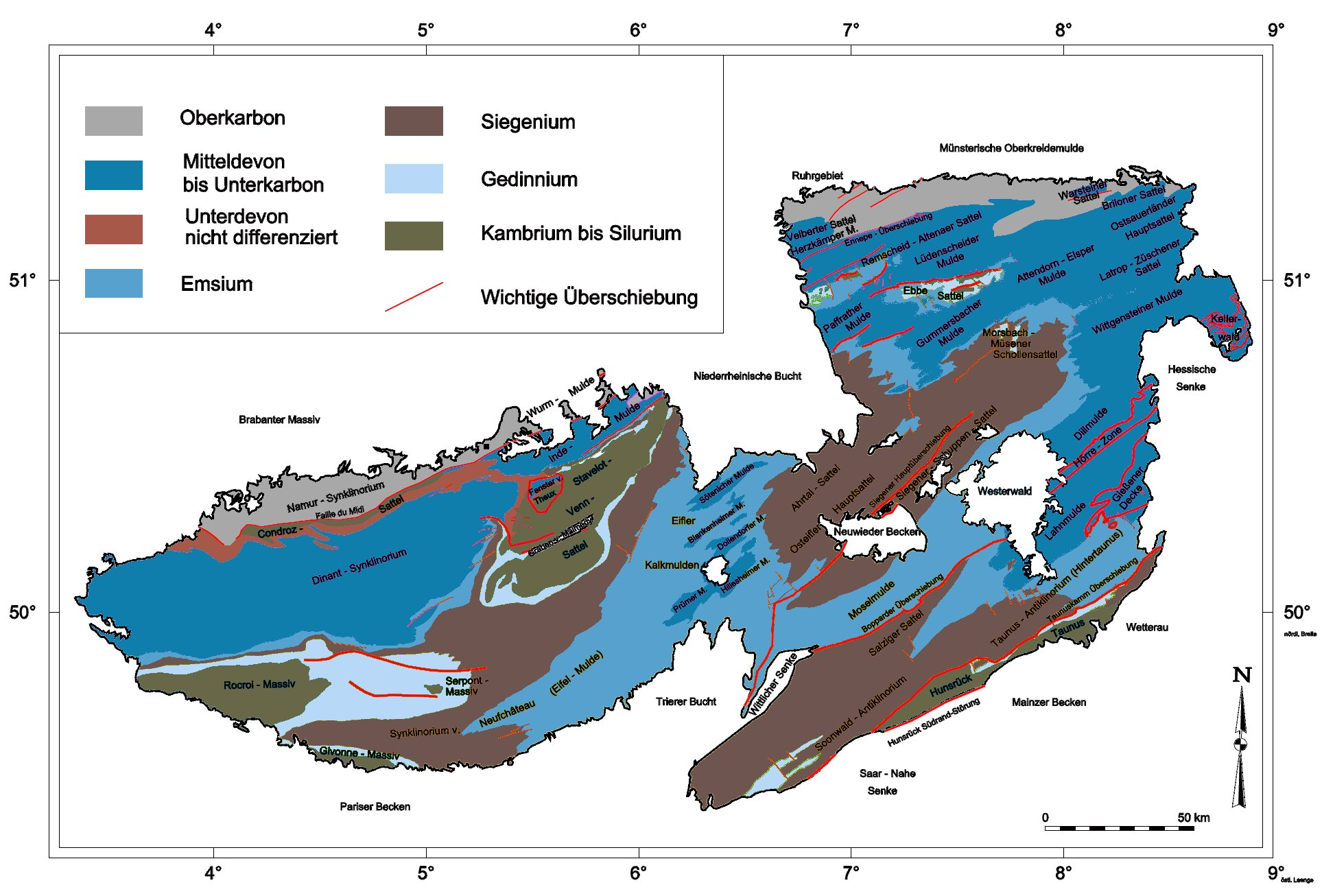
Großstrukturen des Rheinischen Schiefergebirges nach Walter 1992

Das Rheinische Schiefergebirge umfasst von Norden nach Süden folgende Struktureinheiten:
- Namur-Synklinorium, Dinant-Synklinorium, Lütticher Revier, Aachener Revier mit Inde- und Wurm-Mulde, Ruhrgebiet (Molasse)
- Altpaläozoikum der Ardennen, Stavelot-Venn-Sattel, Remscheid-Altenaer Sattel, Ebbe-Sattel
- Eifel-Mulde, Eifler Nord-Süd-Zone, Eifler Hauptsattel, Paffrather Mulde, Attendorn-Elsper Doppelmulde, Gummersbacher Mulde, Müsener Sattel, Ostsauerländer Hauptsattel
- Siegener Sattel
- Moselmulde, Dillmulde, Wittgensteiner Mulde, Hörre-Zone, Kellerwald
- Südeifel, Hintertaunus, Lahnmulde, Hessische Schieferserie, Gießener Decke
- Hunsrück, Taunus

Die Hunsrück-Taunus-Südrandstörung begrenzt das Rheinische Schiefergebirge beidseits des Rheins. Sie wird als Sutur interpretiert und stellt die Nahtstelle zum Saxothuringikum dar.

### Geologische Entwicklung

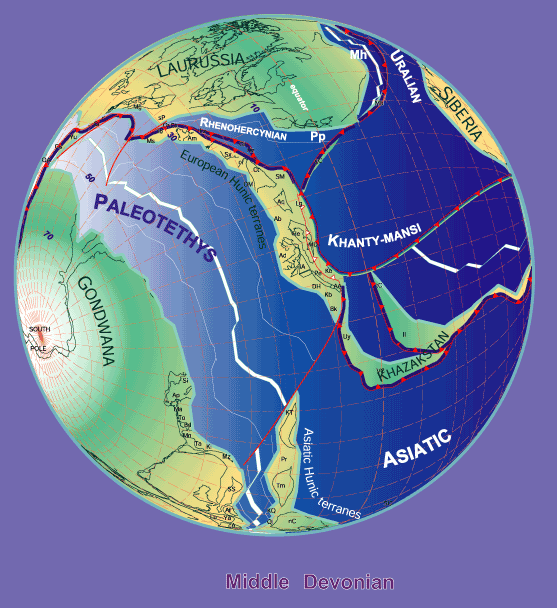
Paläogeografische Rekonstruktion des Mitteldevons. Die Bezeichnung Rhenohercynian zeigt den Ablagerungsort des späteren Schiefergebirges

Die Gesteine des Rheinischen Schiefergebirges wurden in einem sich ab dem Unterdevon entwickelnden Ozean abgelagert. Durch Dehnung des passiven Kontinentalrands von Laurussia (Old-Red-Kontinent) entstand ein nach Süden zunächst tiefer werdendes Ozeanbecken, dessen südlicher Rand von einem heute südlich der Mosel und der Sieg liegenden und damals zumindest teilweise aus dem Ozean ragenden Hochgebiet gebildet wurde. Vom Devon bis zum Beginn des Oberkarbons erfolgten in diesem Meer flache Ablagerungen mariner Sedimente sowie klastischer und karbonatischer Sedimente, hatten aber schließlich eine Gesamtmächtigkeit zwischen 3 und 12 km. Dazu kam – nur regional bedeutsam – die Ablagerung vulkanischer Gesteine.

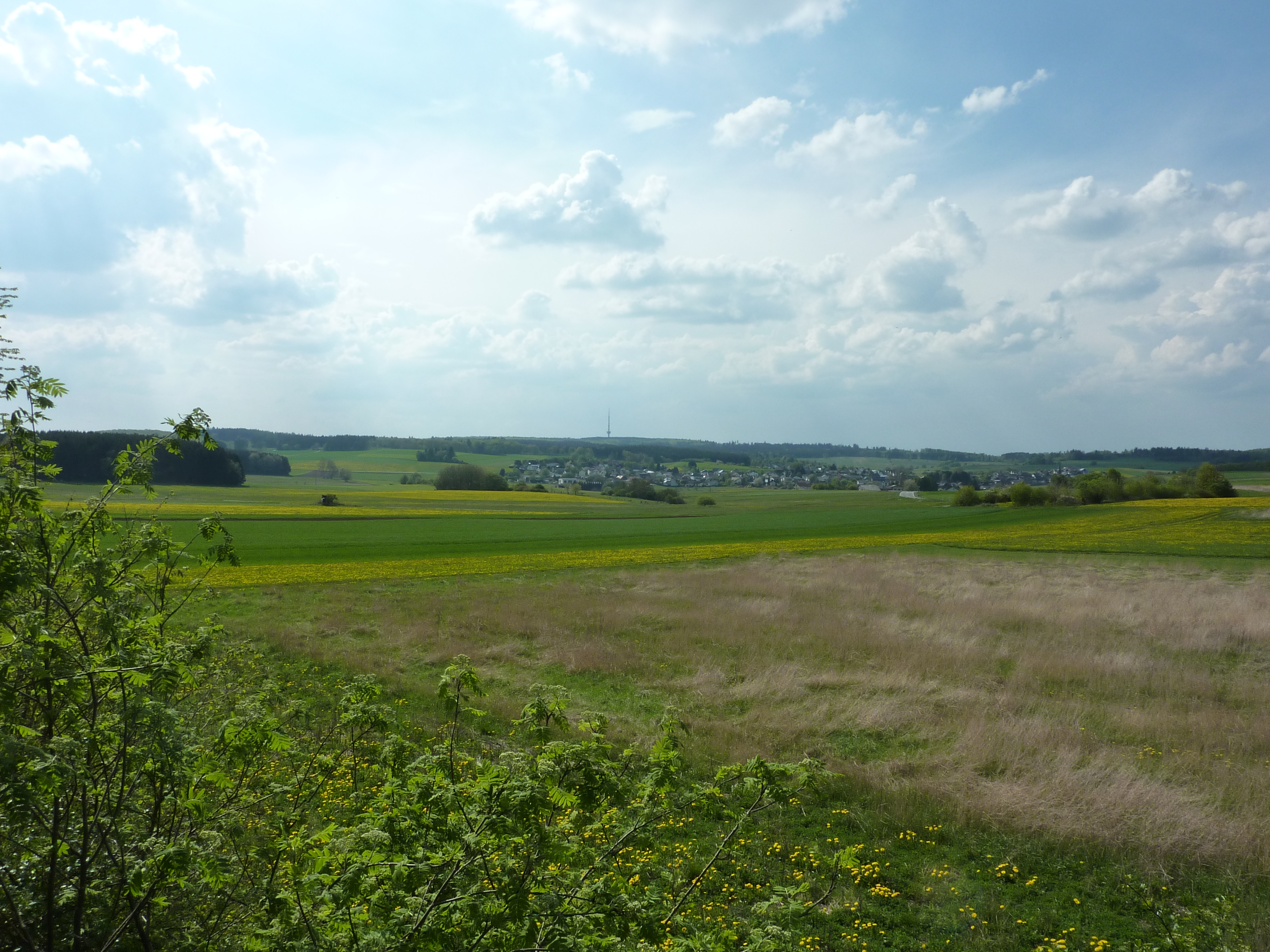
Blick aus Süd-Ost über die Bottenhorner Hochflächen

Im äußersten südlichen Schiefergebirge ist in Hunsrück und Taunus der abermalige Übergang in den tieferen Ozean erhalten. Am Ostrand des Schiefergebirges bei Gießen liegen in der Gießener Decke auf den Gesteinen des Rhenoherzynikums die Reste eines ehemals südlicher liegenden ozeanischen Beckens. Dessen Öffnung begann mit dem unteren Mitteldevon, seine komplette Schließung wird in das frühe Unterkarbon datiert.
Im Unterkarbon wurde das gesamte Gebiet von der variszischen Gebirgsbildung erfasst. Die abgelagerten Gesteine wurden verfaltet, tektonisch verschuppt und zu einem großdimensionalen Deckenstapel zusammengeschoben. Teile des Schiefergebirges unterlagen einer von Norden nach Süden zunehmenden Metamorphose. Vor der Front der nach Norden wandernden Gebirgsbildung lagerten sich Flysch-Gesteine ab, die nach Norden ein immer jüngeres Alter aufweisen. Das durch radiometrische Altersbestimmungen an charakteristischen Mineralen bestimmbare Alter der Metamorphose nimmt ebenfalls von etwa 340 bis 320 Mio. Jahren im Süden bis auf etwa 305 bis 290 Mio. Jahren im Norden ab.
Das Ende der Gebirgsbildung wurde begleitet von der Bildung einer im Norden des Gebirges gelegenen Saumsenke und der Sedimentation der oberkarbonischen Molasse mit einer klastischen Folge mit über 100 Kohlenflözen. Die Molassesedimentation setzte sich stellenweise bis in das Untere Perm fort, wie dies in kleineren Vorkommen im Graben von Malmedy, bei Menden sowie in der Wittlicher Senke dokumentiert ist. Das Gebirge wurde bis zum Ende des Perm weitgehend abgetragen und zu einem kaum über die Umgebung herausragenden Flachland eingeebnet. Neben den grabenbildenden Bruchstrukturen entstanden nach der variszischen Orogenese zahlreiche linienförmige und mit SE-NW-Richtung meist quer zu den Faltenstrukturen verlaufende Bruchstörungen, die das alte Gebirge zerblockten und an denen sich an zahlreichen Stellen gangförmige Mineralisationen bildeten.
Seit dem Perm blieben Ardennen und Schiefergebirge im Wesentlichen ein Landgebiet. Randliche Übergriffe verschiedener Meeresvorstöße lassen sich zumeist an den Rändern des Gebirges nachweisen. Folgende Gebiete weisen Reste jüngerer Ablagerungen auf:

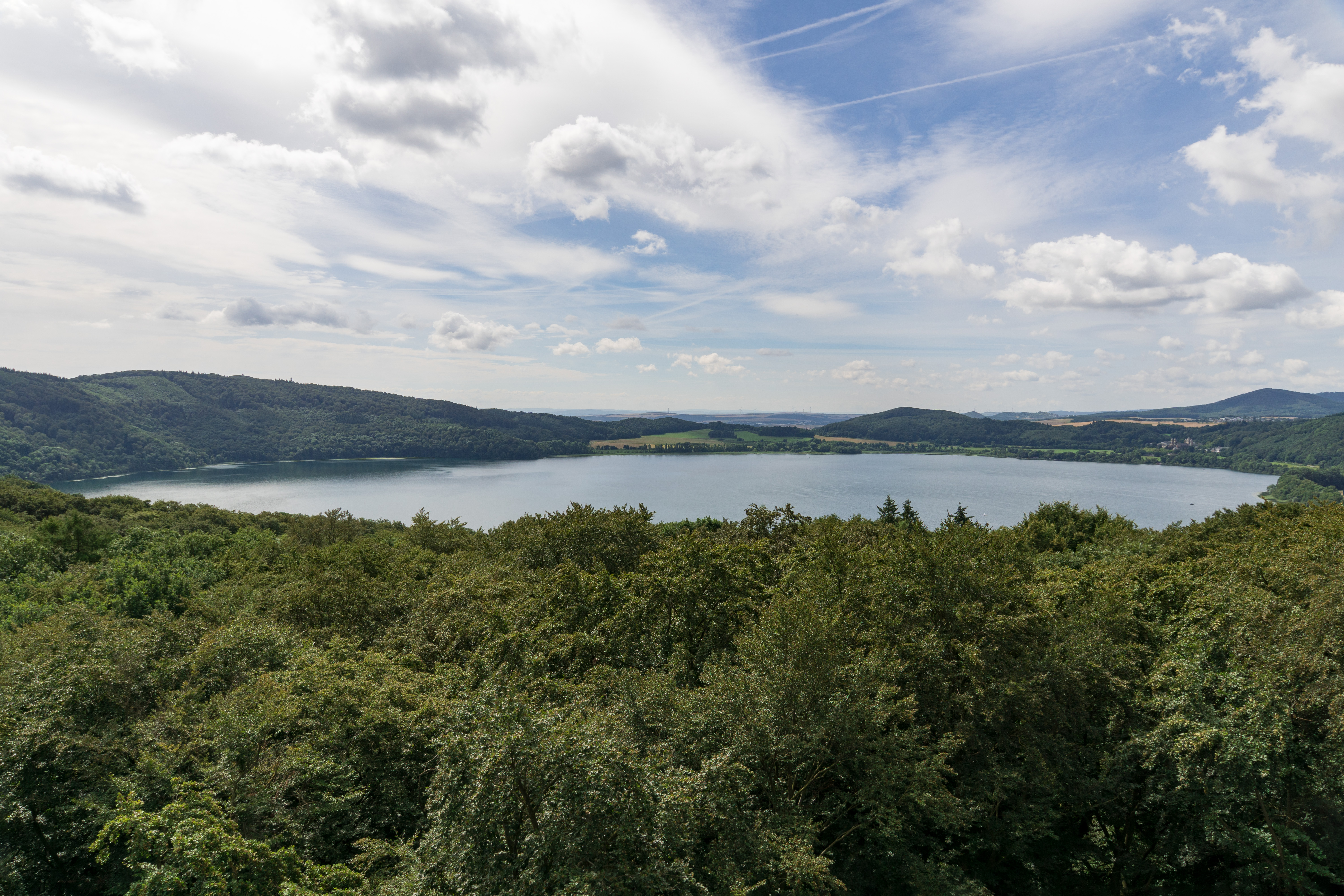
Der Laacher See, Rest des jüngsten vulkanischen Großereignisses in der Vulkaneifel

- Zechstein-Sedimente am Ostrand des Rheinischen Schiefergebirges
- terrestrische Ablagerungen des Buntsandsteins und des Keupers sowie marine Sedimente des Muschelkalks und des Lias (Unterer Jura) in der Eifler Nord-Süd-Zone von der Trierer Bucht über das Buntsandsteinvorkommen von Gerolstein (Oberbettinger Triasgraben) bis zum Mechernicher Trias-Dreieck
- Reste eines Meeresvorstoßes in der Oberen Kreide, die sich am Nordrand des rechtsrheinischen Schiefergebirges und in weiterer Verbreitung in Ardennen und Eifel finden
- Tertiärsedimente sind im Schiefergebirge und in seiner Umrandung wieder weiter verbreitet. In diese Zeit fällt sowohl das Einsinken der Niederrheinischen Bucht mit der Ablagerung von mehreren tausend Metern Tonen, Schluffen, Sanden und Braunkohlen und der anderen Tertiärbecken im Innern des Gebirges als auch die Hauptphase des Vulkanismus in der Hocheifel, im Siebengebirge und im Westerwald.

Im Quartär stieg das Rheinische Schiefergebirge langsam auf. In die ursprünglich flachwellige Ebene schnitten sich die Bäche und Flüsse allmählich ein, bildeten die heute noch sichtbaren verschiedenen Hangterrassen und erzeugten das heutige Bild des Schiefergebirges mit tiefen Tälern und plateauartigen Höhenzügen. Vor etwa 500.000 Jahren begann die heute noch andauernde letzte Phase des Vulkanismus der Ost- und Westeifel. Die letzten Vulkanausbrüche wurden von Homo heidelbergensis (den Vorfahren der Neandertaler) miterlebt, welche diese Gegend schon seit etwa 600.000 Jahren bewohnten. Überreste ihrer steinzeitlichen Siedlungen und auch Teile eines Skeletts wurden im Neuwieder Becken unmittelbar unter den mächtigen Bims-Decken gefunden, welche die katastrophalen Ausbrüche der Osteifel-Vulkane überliefern. Noch heute zeugen zahlreiche Säuerlinge, heiße Quellen und Gasaustritte von den schlummernden vulkanischen Kräften.